# Indonesische parlementsverkiezingen 2004
De parlementsverkiezingen in Indonesië in 2004 waren verkiezingen in Indonesië voor de Volksvertegenwoordigingsraad (DPR) en de Regiovertegenwoordigingsraad (DPD). Samen vormen de DPR en DPD het Raadgevend Volkscongres (MPR), die na deze verkiezingen voor het eerst volledig uit gekozen leden bestond. Bij de verkiezingen, gehouden op 5 april 2004, werden ook de leden van de regionale volksvertegenwoordigingen van Indonesische provincies, regentschappen en steden gekozen. De verkiezingen worden daarom ook wel de meest ingewikkelde verkiezingen in de geschiedenis van democratie genoemd.
De grootste partij in de DPR werd Golkar, gevolgd door de Strijdende Indonesische Democratische Partij (PDI-P) van de zittende president Megawati Soekarnoputri. Op basis van de uitslagen van de parlementsverkiezingen werd bepaald welke partijen kandidaten mochten voorstellen voor de presidentsverkiezingen van juli 2004.

## Uitslagen
| Partij | Partij                                                                    | Stemmen    | Percentage | Zetels | +/-   |
| ------ | ------------------------------------------------------------------------- | ---------- | ---------- | ------ | ----- |
|        | Golkar                                                                    | 24.480.757 | 21,58      | 128    | 8     |
|        | Strijdende Indonesische Democratische Partij (PDI-P)                      | 21.026.629 | 18,53      | 109    | 44    |
|        | Partij van het Nationale Ontwaken (PKB)                                   | 11.989.564 | 10,57      | 52     | 1     |
|        | Verenigde Ontwikkelingspartij (PPP)                                       | 9.248.764  | 8,15       | 58     | 0     |
|        | Democratische Partij (Demokrat)                                           | 8.455.225  | 7,45       | 55*    | nieuw |
|        | Partij voor Rechtvaardigheid en Welvaart (PKS)                            | 8.325.020  | 7,34       | 45     | 38    |
|        | Nationale Mandaatpartij (PAN)                                             | 7.303.324  | 6,44       | 53*    | 19    |
|        | Maan en Ster-partij (PBB)                                                 | 2.970.487  | 2,62       | 11     | 2     |
|        | Hervorming-Ster-partij (PBR)                                              | 2.764.998  | 2,44       | 14*    | nieuw |
|        | Partij voor Vrede en Welvaart (PDS)                                       | 2.414.254  | 2,13       | 13*    | nieuw |
|        | Werkende Partij Zorg voor de Natie (PKPB)                                 | 2.399.290  | 2,11       | 2      | nieuw |
|        | Indonesische Partij voor Rechtvaardigheid en Eenheid (PKPI)               | 1.424.240  | 1,26       | 1      | 1     |
|        | Verenigde Democratische Nationale Partij (PPDK)                           | 1.313.654  | 1,16       | 4*     | nieuw |
|        | Nationale Partij 'Stier van de Vrijheid' (PNBK)                           | 1.230.455  | 1,08       | 0*     | nieuw |
|        | Pattriotische Partij 'Pancasila' (Patriot)                                | 1.073.139  | 0,95       | 0      | nieuw |
|        | Indonesische Nationale Partij - Marhaenisme (PNIM)                        | 923.159    | 0,81       | 1      | 1     |
|        | Verenigde Partij van de Indonesische Nahdlatul-gemeenschap (PPNUI)        | 895.610    | 0,79       | 0      | nieuw |
|        | Pionierspartij (Pelopor)                                                  | 878.932    | 0,77       | 3*     | nieuw |
|        | Indonesische Democratische Handhaverspartij (PPDI) (voortzetting van PDI) | 855.811    | 0,75       | 1      | nieuw |
|        | Vrijheidspartij (Merdeka)                                                 | 842.541    | 0,74       | 0      | nieuw |
|        | Indonesische Eenheidspartij (PSI)                                         | 679.296    | 0,60       | 0      | nieuw |
|        | Nieuwe Indonesische Alliantie-partij (PPIB)                               | 672.952    | 0,59       | 0      | nieuw |
|        | Regionale Eenheidspartij (PPD)                                            | 657.916    | 0,58       | 0      | nieuw |
|        | Sociaaldemocratische Arbeiderspartij (PBSD)                               | 636.397    | 0,56       | 0      | 0     |

Na de uitslag van de verkiezingen werden er verschillende zaken aangespannen bij het Grondwettelijk Hof van Indonesië. Op basis daarvan werd de uitslag op enkele punten aangepast. In de tabel hierboven zijn die aanpassingen met een sterretje (*) aangegeven. De weergegeven aantallen zijn de uiteindelijke uitslagen na de wijzigingen door het Hof.

## Presidentsverkiezingen
Drie maanden na de parlementsverkiezingen werden de presidentsverkiezingen van juli 2004, de eerste directe presidentsverkiezingen van Indonesië, gehouden. Om een presidentskandidaat te mogen nomineren moest een partij (of coalitie van partijen) ten minste 5% van de stemmen van de parlementsverkiezingen of ten minste 3% van de zetels in de Volksvertegenwoordigingsraad (DPR) hebben. Op basis van de verkiezingen voldeden zeven partijen aan deze voorwaarden: Golkar, PDI-P, PKB, PPP, de Democratische Partij, PKS en PAN. Zes van deze partijen besloten inderdaad een presidentskandidaat voor te stellen, enkel de PKS schaarde zich achter de kandidaat van de PAN. De kandidaat van de PKB, Abdurrahman Wahid, kwam niet door de medische test die bij de procedure van de kiescommissie hoorde, waardoor er uiteindelijk vijf kandidaten overbleven.